# Елизабет Банкс
Елизабет Банкс (на английски: Elizabeth Banks) е американска актриса и режисьорка, номинирана за три награди „Еми“.

## Частична филмография

### Актриса
- 2000 – „Шафт“ (Shaft)
- 2002 – „Спайдър-Мен“ (Spider-Man)
- 2002 – „Отнесени от бурята“ (Swept Away)
- 2002 – „Хвани ме, ако можеш“ (Catch Me If You Can)
- 2003 – „Воля за победа“ (Seabiscuit)
- 2004 – „Спайдър-Мен 2“ (Spider-Man 2)
- 2005 – „Тайните на Манхатън“ (Heights)
- 2005 – „Тайният живот на Долтри Кълхуун“ (Daltry Calhoun)
- 2005 – „40-годишният девственик“ (The 40-Year-Old Virgin)
- 2006 – „Плужекът“ (Slither)
- 2006 – „Непобедимият“ (Invincible)
- 2007 – „Спайдър-Мен 3“ (Spider-Man 3)
- 2007 – „Запознайте се с Бил“ (Meet Bill)
- 2007 – „Фред Клаус“ (Fred Claus)
- 2008 – „Определено, може би“ (Definitely, Maybe)
- 2008 – „Срещи с Дейв“ (Meet Dave)
- 2008 – „Пичове за пример“ (Role Models)
- 2009 – „Неканените“ (The Uninvited)
- 2010 – „Следващите три дни“ (The Next Three Days)
- 2011 – „Моят брат е идиот“ (Our Idiot Brother)
- 2012 – „Мъж на ръба“ (Man on a Ledge)
- 2012 – „Игрите на глада“ (The Hunger Games)
- 2012 – „Очаквай неочакваното“ (What to Expect When You're Expecting)
- 2012 – „Перфектният ритъм“ (Pitch Perfect)
- 2013 – „Пълен т*шак“ (Movie 43)
- 2013 – „Игрите на глада: Възпламеняване“ (The Hunger Games: Catching Fire)
- 2014 – „Любов и милосърдие“
- 2014 – „Игрите на глада: Сойка-присмехулка – част 1“ (The Hunger Games: Mockingjay – Part 1)
- 2015 – „Професия: Стриптийзьор 2“ (Magic Mike XXL)
- 2015 – „Перфектният ритъм 2“ (Pitch Perfect 2)
- 2015 – „Игрите на глада: Сойка-присмехулка – част 2“ (The Hunger Games: Mockingjay – Part 2)

Телевизия
- 2006 – 2009 – „Смешно отделение“ (Scrubs)
- 2010 – 2012 – „Рокфелер плаза 30“ (30 Rock)

### Режисьор
- 2013 – „Пълен т*шак“ (сегмент „Middleschool Date“)
- 2015 – „Перфектният ритъм 2“